# Momo (przedsiębiorstwo)
Momo Srl – włoskie przedsiębiorstwo projektujące i produkujące akcesoria i części samochodowe z bazą w Mediolanie, założone w 1964 roku przez Gianpiero Morettiego jako Moretti-Monza, natomiast w 1969 roku firma otworzyła pierwszą fabrykę w Tregnago, nieopodal Werony.

## Produkty
Gama produktów Momo obejmuje głównie akcesoria samochodowe, takie jak kierownice, felgi, gałki zmiany biegów, układy kierownicze, pedały samochodowe, a także kaski i kombinezony wyścigowe. Akcesoria Momo są wykorzystywane w wielu modelach Subaru i Mitsubishi. Momo zaprojektował również dla firmy Logitech kierownicę stanowiącą kontroler gier wyścigowych. Również wiele innych produktów, takich jak zegarki, okulary, perfumy, odzież, itp. są produkowane pod marką MOMO Brand Design.
Firma konstruuje także części samochodów wyścigowych, wykorzystywanych w IMSA World Sportscar Championship, Champ Car, Indy Racing League oraz Speedcar Series.
Przez lata Momo kierował zespołami wyścigowymi startującymi w takich seriach jak Porsche Supercup, American Le Mans Series, 24-godzinny wyścig Le Mans oraz 24-godzinny wyścig Daytona.